# Colmeia Langstroth

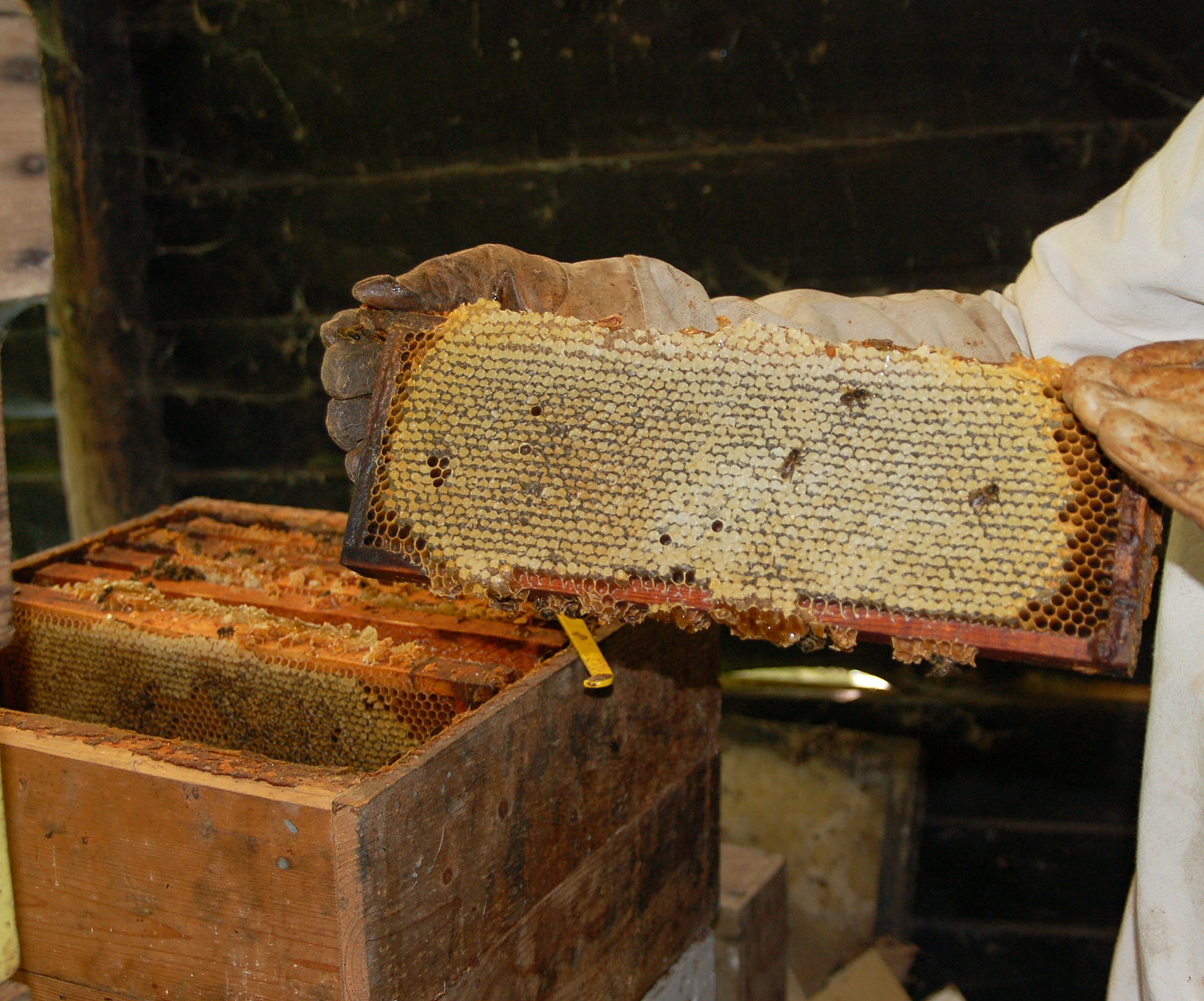
Um caixilho de uma colmeia Langstroth

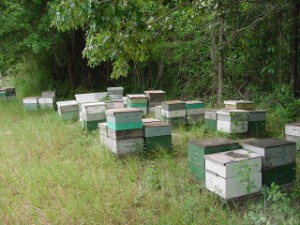
Colmeias Langstroth sobre paletes

A colmeia Langstroth ou colmeia americana é uma colmeia de abelhas que foi patenteada em outubro de 1852. É a colmeia padronizada usada em muitas partes do mundo para a apicultura. A vantagem desta colmeia é que as abelhas constroem o favo de mel em caixilhos (quadros), que podem ser movidos com facilidade. Os caixilhos são projetados para evitar que as abelhas unam os favos de mel, normalmente elas iriam conectar aos caixilhos adjacentes, ou conectar os caixilhos as paredes da colmeia. Os quadros móveis permitem que o apicultor possa gerenciar as abelhas de uma forma que antigamente era impossível.
Outros inventores, como François Huber em 1789, projetaram colmeias com caixilhos (então chamadas de folha ou colmeia livro)  mas a colmeia de Langstroth foi uma colmeia de caixilhos móveis de uso prático, que superou a tendência das abelhas para preencher os espaços vazios com favos e de cimentar espaços menores, juntamente com própolis. Em contraste com colmeia de August von Berlepsch (maio de 1852, Alemanha) de caixilhos removíveis e abertura lateral, mas a colmeia de Langstroth é de abertura superior(topo aberto), como foi a colmeia de abertura superior de Bevan (1848, Reino unido). Estas adaptações combinadas na colmeia de Langstroth levaram sua concepção a ser preferida pelos apicultores sobre todas as outras, e sua colmeia é usada em todo o mundo.

## Histórico
Em 1851, o reverendo Lorenzo Lorraine Langstroth (1810-1895), um nativo da Filadélfia, observou que, quando suas abelhas tinham menos de 9,5 mm (3/8" de polegada) de espaço disponível para se movimentar, elas não iriam construir favos nem fecha-lo com própolis. Esta medida é chamada de "espaço de abelha". Durante o verão de 1851, Langstroth aplicou este conceito para manter a tampa livre em uma colmeia tipo barra de topo mas no outono do mesmo ano, ele percebeu que o "espaço abelha" poderia ser aplicado a um caixilho projetado, que impediria a fixação do favo de mel pelas abelhas no interior da caixa da colmeia. Este afixação do favo a parede da colmeia era a dificuldade nos projeto sem caixilhos, como a colmeia de favo móveis sem caixilhos de Dzierzon (1835). Uma patente nos EUA n 9300 foi emitida para Langstroth em 25 de Outubro de 1852, e permaneceu válida apesar das inúmeras tentativas de  contesta-la com base na sua alegada utilização de conhecimento exitente. No entanto Langstroth estava em contato com Dzierzon que usaram com sucesso a ranhura com 8 mm para mover as barras em suas colmeias muito anteriormente. O atual chamado "espaço de abelha" havia sido incorporada por Berlepsch seguindo descobertas de Dzierzon, a partir dos anos 1835-1848, no formato do caixilho de Berlepsh (Bienen-Zeitung, maio de 1852). O L. Langstroth fez muitas outras descobertas na apicultura e contribuiu muito para a industrialização da apicultura moderna.
O reverendo Langstroth posteriormente publicou um livro chamado Um Tratado Prático sobre a colmeia e a  abelhas melífera, hoje em dia vulgarmente conhecido como A colmeia e a abelha melífera ou, sob o título com o qual foi relançado em 2004, como  A colmeia de Langstroth e a abelha melífera: O Manual do apicultor do clássico. Neste livro, Langstroth descreveu as dimensões e a utilização da colmeia moderna adequada tal como a conhecemos hoje. Antes da descoberta das dimensões do "espaço de abelha", as abelhas foram em sua maioria criadas em cestos de palha cónicos ou ocos em tocos de árvores(o que é próximo as habitações naturais de abelhas), ou uma colmeia em uma caixa(uma caixa de madeira de paredes finas, sem estrutura interna).

### Na Europa
Jan Dzierżon, um apicultor e padre católico romano da Polônia, determinou no ano de 1835 o espaçamento correto para as colmeias tipo barras de topo. A distância entre os caixilhos(quadros)tinha sido descrito como 38,2 mm (1 1/2" polegada) a partir do centro de uma barra superior ao centro da próxima. Neste caso, a distância livre entre caixilhos(quadros) é de 12,5mm (1/2" polegada); ou seja, o dobro do mínimo "espaço abelha" de 6,3mm (1/4" polegada). Esta configuração tinha sido estabelecido para a câmara de criação, para armazenamento de mel a distância entre os caixilhos(quadros) pode ser diferente.
Mais tarde, em 1848, Dzierzon introduziu ranhuras nas paredes laterais de suas colmeias, para substituir as ripas de madeira que as colmeias tipo barras de topo usavam. Mais As ranhuras eram 8 × 8 mm, uma dimensão intermediária entre  6,35 - 9,53 mm (1/4" e 3/8" polegadas), os limites inferior e superior do "espaço de abelha", como agora entendido. A dimensão de 9,53mm (3/8") é o tamanho normal quando se refere ao "espaço abelha" .
Na Europa, ambos Dzierzon e companheiro apicultor August von Berlepschvtinha tinham focado colmeias de abertura lateral. Os recursos da terra para a apicultura era limitado, e tradicionalmente várias colmeias de abelhas tinham sido mantidos em um único apiário. O chamado "espaço de abelha" havia sido incorporada por Berlepsch em seu projeto de caixilhos(Bienen-Zeitung, maio de 1852) na sequência da descoberta de Dzierzon que as ranhuras adicionadas as paredes internas permaneceram livres de própolis (1848). Assim, a distância correta entre o quadro de barra lateral e parede a colmeia já foi entendida por alguns apicultores europeus antes de 1851.

### Na América
A patente de L.L. Langstroth de 5 Outubro 1852 adota 9,5mm (3/8") entre as barras laterais de um caixilho e parede colmeia, e também reservou os direitos para usar a distância 12,5mm (1/2") entre  as barras de topo e a tampa interna, o último dos quais representa uma diferença maior do que o ideal.
O termo "espaço abelha" foi cunhado mais tarde do que a patente de Langstroth em 1852. Ocasionalmente definições incorretas são atribuídas ao "espaço abelha". Os termos facilmente confundido com o "espaço abelha" incluem: espaço entre favos, 12,5mm(1/2"); a distância do caixilho e a parede da colmeia de 6,35 mm a 9,53 mm (1/4" a 3/8" de polegada) e até mesmo a distância do caixilho ao piso da colmeia, que pode ser de 6,35 mm (1/4" de polegada) mas pode chegar até 19,05 mm (3/4" de polegadas).
L. L. Langstroth pode ter tido conhecimento das descobertas de Dzierzon antes de submeter o seu pedido de patente. No verão de 1851, ele foi apresentado a trabalho de Dzierzon por Samuel Wagner, que havia traduzido a partir do original em língua alemã. Wagner mais tarde fundou o  American Bee Journal . Além disso, Samuel Wagner visitou Jan Dzierzon em seus apiários em Silésia (hoje Polónia). Wagner também subscreveu a  Bienen-Zeitung , o jornal em que Dzierzon publicou sueu trabalhos sobre apricultura. A tradução de Wagner de Teoria e pratica, ...  nunca foi publicada; em vez disso, Langstroth publicou seu Um Tratado Prático sobre a colmeia e a  abelhas melífera,

Langstroth expressou seu grande respeito por Jan Dzierzon:
Langstroth construiu suas colmeias para que os caixilhos, em que as abelhas estavam a fazer os seus favos, poderiam facilmente ser separados de todas as partes adjacentes da colmeia;  as paredes da colmeia, o piso da colmeia, a tampa da colmeia, e de outros caixilhos dentro da colmeia. Para extrair um caixilho desta colmeia não requer que qualquer favo seja cortado. Normalmente, a maioria dos problemas de um apicultor encontra na remoção de um caixilho deste tipo de colmeia, devido que as abelhas utilizam a própolis para colar os caixilhos nos suportes que elas fixam em cima. Ser capaz de remover e substituir favos tão facilmente torna possível - e prática - para os apicultores para inspecionar todas as suas colmeias de forma regular. Estas inspeções, para verificar se há sinais de doenças ou parasitas nas abelhas, enxameamento iminente, uma rainha envelhecida e outras condições que requerem intervenção, são essenciais para a criação de abelhas bem sucedida.

## Projeto

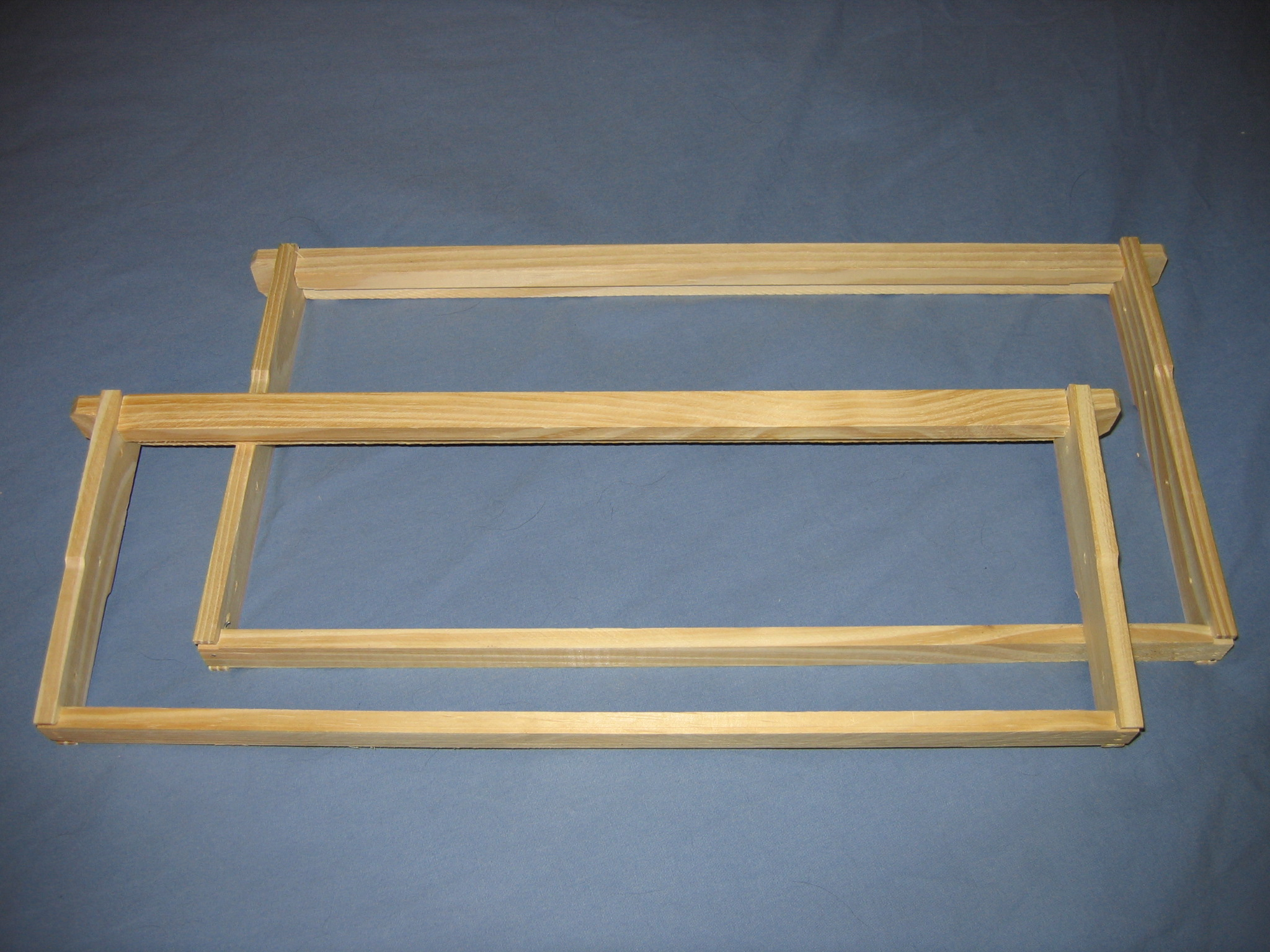
Caixilhos de uma colmeia Langstroth

A colmeia Langstroth é composta de cima para baixo de:
- Cobertura externa (telescópica) ou cobertura migratória
- Tampa interna
- uma ou mais nino ou melgueiras feitas de madeira, poliestireno ou outro plástico.
  - (Opcional) grade excluidora de rainha,  entre a caixa de cria e melgueira
  - oito a dez caixilhos, feitos de madeira plástico para o ninho e a melgueira
    - (Opcional) base dos favos feita de cera alveolada fixa por arames ou em plástico
- Piso de fundo, com redutor de alvado opcional

### Cobertura externa
Esta é uma tampa de madeira ou de poliestireno, que se encaixa no topo da colmeia. Em latitudes mais elevadas (mais ao norte no hemisfério norte; mais ao sul no hemisfério sul), uma cobertura que se encaixa por cima da tampa interior transpassando-a para baixo por pelo menos 25,5mm (1" polegada) chamada de cobertura  telescópica nos EUA  é normalmente usada, e frequente esta tampa é revestida de uma material impermeável como uma folha de aço zincada. Muitos apicultores comerciais usam o que é conhecido como uma tampa migratória, uma tampa sólida, que não se estende para além dos lados de um corpo colmeia.

### Cobertura interna
A tampa interna proporciona uma barreira entre a tampa externa e as abelhas. Em climas mais temperados, uma folha de plástico pode ser usado como uma cobertura interior. A folha de plástico não deve ser utilizado durante o inverno, como a condensação fica presa faria com que a colmeia ficasse molhada, e as abelhas poderiam ser perdidas devido ao congelamento quando as temperaturas caem durante a noite. Em áreas com um verão quente, uma cobertura interna sólida com um furo de comunicação oferece um espaço de ar morto por isolamento contra o calor e o frio. Isso evita que as abelhas colem a tampa superior com as barras superiores dos caixilhos logo abaixo dela. Quando uma tampa interna é usada, a tampa superior é mais facilmente removido da colmeia. Entalhes na moldura da cobertura interna e cobertura externa podem servir como uma entrada superior para as abelhas. Um buraco de comunicação no meio permite que as abelhas alcançar a alimentação de emergência colocada acima pelo apicultor caso isto seja necessário. Açúcar granulado pode ser derramado sobre a tampa interna perto do buraco, e as abelhas serão capaz de acessá-lo mesmo durante os dias mais frios.

### Ninho e melgueira
O ninhos e as melgueiras da colmeia são caixas de quatro lados com dimensões interiores padronizadas. Em geral, há quatro tamanhos diferentes. As dimensões exteriores da caixa variam dependendo do tipo de material utilizado. As caixas de poliestireno (comercialmente conhecido por Isopor) têm dimensões externas muito maiores do que as caixas feitas de madeira. A caixa de corpo mais profundo na colmeia é o ninho que são fornecidos para servir de câmara de criação é a parte da colmeia onde a rainha põe os ovos e as abelhas operárias cuidam  as larvas.
As melgueiras intermediárias ou superiores são usados para armazenamento e coleta de mel são de profundidade menor que as usadas no ninho. A largura interna é 373 mm (14 11/16" polegadas) e o comprimento interno é 465 mm(18 5/16" polegadas). Os caixilhos se apoiam sobre um encaixe ao longos das bordas internas nas extremidades (frente e no fundo) de cada caixa.
A caixa de corpo profundo é normalmente utilizada apenas para ninho como ela se torna demasiado pesado para lidar manualmente se ele ficar cheia de mel. As operações comerciais geralmente usam uma ou duas caixas de corpos profundos na colmeia para a ninhada e caixas mais rasas adicionais como melgueiras.
Alguns apicultores amadores preferem padronizar todas as caixas da colmeia em caixas rasa, ou melgueiras, que não são ideais para a câmara de criação da colmeia porque as abelhas precisam formar uma esfera compacta  única durante os meses frios de Inverno, - uma esfera que pode expandir e contrair sem ser dividida por um plano horizontal no meio causado pelos espaços entre favos devido as várias caixas que formam este tipo de colmeia.

#### Dimensões dos caixilhos
| Tipo                            | Profundidade     | Comprimento do caixilho | Profundidade caixilho | Largura caixilho |
| ------------------------------- | ---------------- | ----------------------- | --------------------- | ---------------- |
| Ninho(caixa profunda)           | 243 mm (9 9/16") | 483 mm (19")            | 232 mm (9 1/8")       | 29 mm (1 1/8")   |
| Melgueira média (tipo Illinois) | 170 mm (6 5/8")  | 483 mm (19")            | 168 mm (6 1/4")       | 29 mm (1 1/8")   |
| Melgueira rasa                  | 146 mm (5 3/4")  | 483 mm (19")            | 137 mm (5 3/8")       | 29 mm (1 1/8")   |
| Melgueira                       | 121 mm (4 3/4")  | 483 mm (19")            | 105 mm (4 1/8")       | 29 mm (1 1/8")   |

#### Dimensões das caixas da colmeia
O corpo colmeia (ou ninho) ou a melgueira possuem de 8 a 10 caixilhos que são padronizados em comprimento. Os caixilhos seguram os favos que são construído sobre ele.
Alguns fabricantes de equipamentos colmeia, muitas vezes, produzem ninhos e melgueiras variam um pouco de outros fabricantes, embora as diferenças são geralmente de 3,2 mm(1/8") ou menos. A tabela a seguir inclui dimensões interiores e volumes para a caixa rasa 5, 8 e 10 caixilhos, melgueira, melgueira média e ninho.
| Tipo                         | Altura            | Comprimento interno | Largura interna  | Volume (litros) |
| ---------------------------- | ----------------- | ------------------- | ---------------- | --------------- |
| Ninho 10 caixilhos           | 240 mm (9 5/8")   | 470 mm (18 3/8")    | 370 mm (14 3/4") | 42.75           |
| Melgueira média 10 caixilhos | 170 mm (6 5/8")   | 470 mm (18 3/8")    | 370 mm (14 3/4") | 29.42           |
| Melgueira rasa 10 caixilhos  | 144 mm (5 11/16") | 470 mm (18 3/8")    | 370 mm (14 3/4") | 25.26           |
| Ninho 8 caixilhos            | 240 mm (9 5/8")   | 470 mm (18 3/8")    | 310 mm (12 1/4") | 35.50           |
| Melgueira média 8 caixilhos  | 170 mm (6 5/8")   | 470 mm (18 3/8")    | 310 mm (12 1/4") | 24.44           |
| Melgueira rasa 8 caixilhos   | 144 mm (5 11/16") | 470 mm (18 3/8")    | 310 mm (12 1/4") | 20.98           |
| Ninho 5 caixilhos            | 240 mm (9 5/8")   | 470 mm (18 3/8")    | 200 mm (7 3/4")  | 22.46           |
| Melgueira média 5 caixilhos  | 170 mm (6 5/8")   | 470 mm (18 3/8")    | 200 mm (7 3/4')  | 15.46           |
| Melgueira rasa 5 caixilhos   | 144 mm (5 11/16") | 470 mm (18 3/8")    | 200 mm (7 3/4")  | 13.27           |

As dimensões são baseadas em,

### Norma Brasileira para colmeia do tipo Langstroth
No Brasil as dimensões da colmeia Langstroth foram padronizadas em norma publicada pela ABNT, é conveniente usar as medidas indicadas nesta norma para construção de uma caixa Langstroth. A publicação desta norma foi um passo importante para padronização nacional em um único tipo de colmeia.
- ABNT NBR 15713:2009 - Apicultura - Equipamentos - Colmeia tipo Langstroth

Esta Norma especifica os requisitos para fabricação de colmeia do tipo Langstroth.

### Partes especiais
O placa intermediária, também conhecida como o "fundo-sem-um-fundo", é uma peça especializada de equipamentos para colmeia que é instalado entre duas caixas de ninho. Ela permite que o apicultor para inserir um painel deslizante de metal ou madeira, que irá dividir a colmeia em duas partes sem ter que levantar as caixas da colmeia, com o objetivo de dividir uma única colmeia em duas seções independentes.
A tela excluidora da rainha é uma grade de malha, geralmente feita de arame metálico ou plástico, dimensionada de tal forma que as abelhas operárias pode passar, mas rainhas (em geral) não podem. Quando usado, ela é geralmente colocada entre o corpo da colmeia e as melgueiras. O objetivo do tela excluidora de rainha é manter afastado a rainha e a postura dos ovos nas melgueiras, o que poderia levar ao escurecimento do mel e também poderia complicar a extração de mel. Muitos apicultores rejeitam o uso da tela excluidora de rainha, alegando que estas criam uma barreira para as abelhas operárias e resultam em níveis mais baixos de coleta e armazenamento de mel.[carece de fontes?]
A alimentador apícola é frequentemente usado para alimentar com açúcar granulado ou xarope de açúcar em épocas do ano, quando não há ou não é suficiente a disponibilidade de néctar partir de fontes naturais, para atender às necessidades da colmeia. Existem vários estilos. Os alimentadores internos que encaixam dentro da colmeia como uma caixilho. Alimentadores de alvado(entrada) são fixadas na entrada da colmeia no plano inferior, com um recipiente (como um frasco invertido) cheio de calda. Alimentados de teto de colmeia mesma forma que os alimentadores de alvado, mas são colocadas em cima da colmeia, mas debaixo da cobertura externa. Outros alimentadores de topo de colmeia consistem de um recipiente invertido com pequenos buracos na tampa, que são colocados, diretamente na parte superior dos caixilhos, ou em cima do orifício na tampa interior, onde furo na tampa permite o acesso das abelhas.
A placa de escape é colocada entre as caixas de cria e as melgueiras para tirar das melgueiras a maioria das abelhas. A placa de de escape permite que as abelhas saiam das melgueiras para outras áreas da colmeia, mas torna difícil as abelhas para entrar novamente nas melgueiras. Existem vários modelos diferentes. A placa de escape colocada dias antes da coleta do mel e pode facilitar esta atividade, contudo este dispositivo não é comummente usado.

## Sistema Flow Hive
O sistema de Langstroth foi aprimorado por Stuart e Cedar Anderson na parte da melgueira, tornando bem mais fácil o sistema de extração do mel da caixa de Langstroth Chamado de "Flow_Hive" (Mangueira de Fluxo), o qual elimina diversas etapas de processamento do mel e o obtém de forma direta e envasada, sem necessitar abrir a tampa e stressar as abelhas na hora de retirar mel, envolvendo em todos os riscos e dificuldades do processo. O sistema se destaca pelo girar uma maçaneta  que faz os favos se desencaixarem libertando todo o mel que cai num cano da melgueira seguindo em direção as mangueiras. É chamado de "sistema automático de melgueira" para apicultura. O restante do sistema é semelhante as caixas da Colmeia Langstroth ". Assim se resume as vantagens do sistema Flow Hive:
"Tirar mel direto da colmeia, sem abri-la, significa que a colheita não é mais igual a longas horas de trabalho pegajoso quente, com levantamento de peso e equipamentos de processamento caros.A tecnologia patenteada de célula dividida da Flow usa um favo parcialmente formado que as abelhas completam. Depois de preenchido e tampado, gire a chave e dentro das células do favo de mel se dividir, criando canais para o mel fluir enquanto as abelhas permanecem intactas na superfície do favo. Observe como o mel puro e fresco flui da colmeia para o seu frasco. Sem bagunça, sem confusão."

## Patentes
- USPatent|9300—L.L. Langstroth's patent for a Bee hive from Oct. 5, 1852
- USPatent|9300—L.L. Langstroth's patent for a Bee hive Reissued from May 26, 1863